# Nemesia fertoni
Espèce
Nemesia fertoni est une espèce d'araignées mygalomorphes de la famille des Nemesiidae.

## Distribution
Cette espèce se rencontre en France en Corse et en Italie en Sardaigne.

## Liste des sous-espèces
Selon World Spider Catalog (version 21.0, 20/07/2020) :
- Nemesia fertoni fertoni Simon, 1914
- Nemesia fertoni sardinea Simon, 1914

## Étymologie
Cette espèce est nommée en l'honneur de Charles Ferton.

## Publication originale
- Simon, 1914 : Les arachnides de France. Synopsis générale et catalogue des espèces françaises de l'ordre des Araneae. Paris, vol. 6, 1re partie, p. 1-308.